# Suzy and the Red Stripes
Suzy and the Red Stripes es en realidad la banda británica Wings, compuesta por Paul McCartney, su esposa Linda McCartney, Denny Laine, Henry McCulloch y Denny Seiwell. Linda sólo grabó un disco: Wide Prairie.
Bajo el nombre de Suzy and the Red Stripes Linda McCartney toma el protagonismo y canta su primera canción, Seaside Woman, escrita en 1972 después de un viaje a Jamaica.

## Seaside Woman
"Seaside Woman" es una canción de reggae, posteriormente, en el vídeo Wingspan, Linda revelaría que este es su estilo musical preferido. El lado B del sencillo, "B-side to Seaside", fue escrito exclusivamente para este propósito.
"Seaside Woman" llegó al puesto #81 en Japón, y el vídeoclip, dirigido por Oscar Grillo ganó el primer premio a la mejor animación en el festival "Palme D'Or".
- Datos: Q3061854